# Tunezyjski Kwartet na rzecz Dialogu Narodowego
Tunezyjski Kwartet na rzecz Dialogu Narodowego (ar. رباعية الحوار الوطنى التونسى, rubā'iyyat al-ḥiwār w al-Watani-Tunisi) – grupa czterech organizacji, które odegrały zasadniczą rolę w budowaniu pluralistycznej demokracji w Tunezji po rewolucji tunezyjskiej w latach 2010–2011. W 2015 roku została wyróżniona Pokojową Nagrodą Nobla.

## Historia
Powstał latem 2013 roku, gdy proces demokratyzacji kraju był zagrożony w wyniku rosnących niepokojów społecznych i przypadających na ten okres zabójstw politycznych (zabójstwa Szukriego Balida oraz Muhammada Brahmiego). W skład Kwartetu wchodzą następujące organizacje:
- Tunezyjska Konfederacja Przemysłu, Handlu i Rzemiosła (UTICA)
- centrala związkowa Powszechna Tunezyjska Unia Pracy (UGTT)
- Tunezyjska Liga Praw Człowieka (LTHD)
- Narodowe Stowarzyszenie Tunezyjskich Prawników[3]

Kwartet brał udział w procesie stabilizacyjnym w kraju jako pośrednik między rządem, innymi siłami politycznymi w kraju oraz organizacjami i ruchami społecznymi zarówno tymi religijnymi jak i lewicowymi. Dzięki działalności Kwartetu udało się zapoczątkować dialog narodowy, który doprowadził między innymi do ratyfikowania nowej konstytucji, powołania rządu tymczasowego oraz powołania komisji wyborczej.
9 października 2015 roku Tunezyjski Kwartet na rzecz Dialogu Narodowego został uhonorowany Pokojową Nagrodą Nobla za swój decydujący wkład w budowę pluralistycznej demokracji w Tunezji po jaśminowej rewolucji. Były Prezydent Rzeczypospolitej Polskiej i laureat Pokojowej Nagrody Nobla Lech Wałęsa komentując przyznanie Tunezyjskiemu Kwartetowi na rzecz Dialogu Narodowego – Nagrody Nobla, ocenił – To mądra nagroda. Faktem jest, że tam poszło najlepiej w całym regionie, bardziej demokratycznie, nie tendencyjnie, nie religijnie. Komitet Noblowski się przyjrzał i zrobił to dobrze.